# CD14
CD14 (англ. CD14 molecule) – білок, який кодується однойменним геном, розташованим у людей на короткому плечі 5-ї хромосоми. Довжина поліпептидного ланцюга білка становить 375 амінокислот, а молекулярна маса — 40 076.
| 10         |  | 20         |  | 30         |  | 40         |  | 50         |
| ---------- |  | ---------- |  | ---------- |  | ---------- |  | ---------- |
| MERASCLLLL |  | LLPLVHVSAT |  | TPEPCELDDE |  | DFRCVCNFSE |  | PQPDWSEAFQ |
| CVSAVEVEIH |  | AGGLNLEPFL |  | KRVDADADPR |  | QYADTVKALR |  | VRRLTVGAAQ |
| VPAQLLVGAL |  | RVLAYSRLKE |  | LTLEDLKITG |  | TMPPLPLEAT |  | GLALSSLRLR |
| NVSWATGRSW |  | LAELQQWLKP |  | GLKVLSIAQA |  | HSPAFSCEQV |  | RAFPALTSLD |
| LSDNPGLGER |  | GLMAALCPHK |  | FPAIQNLALR |  | NTGMETPTGV |  | CAALAAAGVQ |
| PHSLDLSHNS |  | LRATVNPSAP |  | RCMWSSALNS |  | LNLSFAGLEQ |  | VPKGLPAKLR |
| VLDLSCNRLN |  | RAPQPDELPE |  | VDNLTLDGNP |  | FLVPGTALPH |  | EGSMNSGVVP |
| ACARSTLSVG |  | VSGTLVLLQG |  | ARGFA      |  |            |  |            |

A: Аланін

C: Цистеїн

D: Аспарагінова кислота

E: Глутамінова кислота

F: Фенілаланін

G: Гліцин

H: Гістидин

I: Ізолейцин

K: Лізин

L: Лейцин

M: Метіонін

N: Аспарагін

P: Пролін

Q: Глутамін

R: Аргінін

S: Серин

T: Треонін

V: Валін

W: Триптофан

Задіяний у таких біологічних процесах як імунітет, вроджений імунітет, запальна відповідь, поліморфізм. 
Локалізований у клітинній мембрані, мембрані, апараті гольджі.
Також секретований назовні.